# 多倍體
多倍体（Polyploidy）指生物细胞中具有超过两套同源染色体的现象。
大多数具有细胞核的物种（真核生物）为二倍体，即其体细胞拥有两套完整的染色体组，每套分别来自一个亲本；每套染色体的数量相同，并且成对组成同源染色体。相比之下，多倍体物种总体而言相对占比较少，但维管植物中较为常见，动物界中鱼类和有尾目（蝾螈等）的部分成员也为多倍体。
细胞分裂异常是多倍体自然发生的一种常见机制，较常见的情况为减数分裂时染色体未能正常分离，导致染色体组数加倍（二倍体）的配子相结合，但有时有丝分裂失败也可导致多倍体。单个卵细胞同时被多个精子受精也可导致多倍体。此外，在植物体和细胞培养中，一些化学物质可用于诱导染色体加倍，其中最著名的是秋水仙碱，但使用该物质可能还会对生物体产生其他相对不明显的影响。
染色体多倍化被认为在许多生物谱系的演化中起到关键作用。所有的被子植物都经历过至少一次古多倍化事件，而单子叶植物与真双子叶植物这两个支系中的许多成员（水稻、毛果杨、拟南芥等）则在此基础上又经历了两次或以上的全基因组加倍事件。由于经历过多倍化的个体或种群可以在形态、繁育系统、生态位等多方面与其二倍体祖先迅速差异化，部分观点认为多倍化事件在演化尺度下可以增加物种多样化速率，被子植物现今庞大的物种数量及在地球各生态系统中所占的主导地位也被认为与其历史上经历的全基因组加倍事件相关。
以生物个体以上单元（种群、物种等）存在的多倍体现象可依起源方式大致分为两类：同源多倍体及异源多倍体，前者指单个分类群内产生的多倍化事件，而后者则指至少两个分化时间更久的分类群参与多倍体物种形成的情况。两者均多产生自配子未经由正常减数分裂过程产生，导致相结合时至少一枚配子的染色体组数为正常情况两倍；同源多倍体极偶尔也可由自发的体细胞全基因组复制产生。